# Manuel Bart
Manuel Bart Herrera; (Arauco, 16 de diciembre de 1886 - Temuco, 8 de noviembre de 1962). Político chileno. Hijo de Manuel Bart Rubio y Delia Herrera Concha. Se casó en Temuco (1931), con Nolfa Anabalón Venegas y tuvieron cuatro hijos; en segundo matrimonio, se casó con Lorenza Antipán Cheuquellanca, en Cautín, el 2 de junio de 1962.
Estudió en los Liceos de Concepción y de Talca. 
Militó en el Partido Unión Social Republicana de Asalariados de Chile, siendo en 1925 uno de sus principales organizadores. Elegido Diputado representante de Concepción, Talcahuano y Coelemu (1925-1930), integrando la comisión de Educación.
En 1931, se destacó como uno de los fundadores del Partido Agrario. En las elecciones de 1932 participó nuevamente, siendo electo por Temuco, Imperial, Villarrica (1932-1937), formando parte de la comisión de Hacienda y la de Agricultura y Colonización. Reelecto Diputado por la misma circunscripción por el período 1937-1941, integrando esta vez la comisión de Economía y Comercio. 
Nuevamente Diputado por Temuco, Imperial, Villarrica (1941-1945), fue miembro de la comisión de Hacienda y la de Gobierno Interior. 
Ingresó al Partido Agrario Laborista en 1945. Electo Diputado por Temuco, Imperial, Villarrica (1953-1957), fue miembro de la comisión de Agricultura y Colonización. 
En 1954, la facción que dirigía dentro del partido, la Recuperacionista, se mostró contrario a la directiva oficial presidida por Rafael Tarud y se organizó independientemente. 
En agosto de 1956, ingresó al Partido Nacional, y formó parte de su directiva, apoyando la candidatura presidencial de Jorge Alessandri Rodríguez (1958).